# Club des jeunes financiers
Pour les articles homonymes, voir CJF.
Le Club des Jeunes Financiers (CJF) est le club du Centre des Professions Financières (CPF), qui s'adresse tout particulièrement aux étudiants et jeunes professionnels francophones. Sont d'ailleurs membres, des étudiants en cycle master de finance d'universités et de grandes écoles et des jeunes professionnels de la banque, finance, assurance, audit, comptabilité et conseil.
La devise du Club est : "se fédérer, s'informer, se former".
Le CPF est une association loi de 1901 fondée en 1983 qui a pour but de comprendre et faire comprendre les professions financières. 
Les statuts du Centre des Professions Financières (article 9 alinéa 3) prévoient l'existence du Club des Jeunes Financiers et l'adhésion automatique de ses membres au Centre des Professions Financières.

## Manifestations
Le Club des Jeunes Financiers organise :
- Le concours des Meilleurs mémoires de l'économie et de la finance : tous les ans, les meilleurs mémoires universitaires de plus de 120 formations (Master, DESS) françaises, belges, suisses et britanniques font l'objet d'une remise de prix en fonction de leur intérêt intellectuel et de leur qualité rédactionnelle. Plusieurs organismes dont la Société française des analystes financiers (SFAF), l'Association française de la gestion financière, la Fédération bancaire française, la Compagnie nationale des commissaires aux comptes ou l'Association Française des Sociétés Financières (SFAF) remettent des prix aux étudiants primés.
- La semaine du Mentoring, qui permet aux financiers désireux d'être accompagnés dans la réalisation de leurs projets de profiter du soutien d'experts reconnus.
- Les rencontres thématiques (et autres : conférences, débats),
- Les ateliers métiers et sa déclinaison au féminin : la Dynamique des Jeunes Financières (rencontres avec des professionnels de la finance, en petit comité, qui vise à présenter leur cheminement professionnel et à partager une expérience marquante de leurs parcours)
- Et les très plébiscités afterworks et déjeuners de quartier.

Le Club et ses membres participe aussi au :
- Téléthon en participant activement à la collecte de dons à destination de l'Association française contre les myopathies. En décembre 2021, le Club a  animé un stand à Paris où pâtisseries maisons et boissons ont attiré les généreux donateurs.

## Équipes
| 2021-présent - Anne-Audrey Claude, Présidente - Carld Neuris, Secrétaire Général - Théo Le Besnerais, Adjoint au Secrétaire Général - Julien Poulat, Responsable des ressources - Julien Tintelin, veille économique    | 2018-2020 - Anne-Audrey Claude, Présidente - Miguel Nicolas, Secrétaire Général - Achraf Seddik, Adjoint au Secrétaire Général - Théo Le Besnerais, Adjoint au Secrétaire Général - Julien Poulat, Trésorier                    | 2016-2017 - Miguel Nicolas, Président - Anne-Audrey Claude, Vice-Présidente - Achraf Seddik, Secrétaire général - Baptiste Faure, Trésorier - Théo Le Besnerais, Responsable Communication |
| 2015 - Elyssar Sleiman, Présidente - Christophe Connille, Président d'Honneur - David Rossignol, Vice-Président - Achraf Seddik, Secrétaire général                                                                     | 2013-2014 - Christophe Connille, Président - David Rossignol, Vice-Président - Elyssar Sleiman, Vice-Présidente - Achraf Seddik - Sylvain Trebaol - Mélanie Mahramadjian, Vice-Présidente                                       | 2011-2013 - Christophe Connille, Président - Ashley Boolell, Vice-Président - Ronan Tchiebeb, Secrétaire Général - Elyssar Sleiman, Responsable de la Dynamique des Jeunes Financières     |
| 2007-2010 - Bruno Sahok, Président - Marc Cazabat, Vice Président - Christophe Connille, Vice-Président - Arnaud-Cyprien Nana Mvogo, Vice-Président - Thibault Gradt, Intégration - Sébastien Levavasseur Communication | 2005-2007 - Guillaume Befve, président - Axel Champeil, vice-président - Stéphane Moreau, vice-président - Olivier Robin, vice-président - Matthieu Carteret, secrétaire-général - Bruno Sahok, IT - Peter James, communication | 2003-2005 - Benoit Parizet, président - Valery Barbaglia-Resal, vice-président - Aymeric Chauve, vice-président - Alcyme Delannoy, vice-président - Anne Delacour, communication           |

## Au sujet du Centre des Professions Financières
Le Centre National des Professions Financières (CPF ou Centre des Professions Financières) est une association loi 1901 d'intérêt général. 
Le CPF est présidé par Michel Pébereau, Président d'Honneur de BNP Paribas, qui succède en Juin 2014 à Edmond Alphandéry. 
Michel Pébereau est assisté par un conseil d'administration et un bureau, composé d'un Administrateur Général Délégué, François Delavenne, d'un Secrétaire Général, Thibault de Saint Priest et d'un Trésorier, Philippe Loisel.

## Formations représentées au sein du Club des Jeunes Financiers
Toutes les formations ont vocation à rejoindre la branche jeune du Centre des Professions Financières.

## Sources
1. ↑  Statuts du Centre des Professions Financières, http://cpf.professionsfinancieres.com/doc/divers/statuts_cpf.pdf